# Mesocrina leshii
Mesocrina leshii är en stekelart som beskrevs av Sergey A. Belokobylskij 1998. Mesocrina leshii ingår i släktet Mesocrina och familjen bracksteklar. Inga underarter finns listade i Catalogue of Life.